# Spænding (mekanik)
 Denne artikel bør gennemlæses af en person med fagkendskab for at sikre den faglige korrekthed.

 For alternative betydninger, se Spænding (flertydig). (Se også artikler, som begynder med Spænding)
Mekanisk spænding (eng. stress) er en størrelse, som i mekanikken er den gennemsnitlig kraft per arealenhed.
Mekanisk spænding underinddeles i normalspænding (eng. normal stress) og forskydningsspænding (eng. shear stress).

## Formel
Formlen for spændingskoefficient:
{\displaystyle \sigma ={\frac {F}{A}}}
hvor {\displaystyle {\mathit {F}}} er kraften udtrykt i SI-enheden N, og {\displaystyle {\mathit {A}}} er arealet udtrykt i m2. Et elastisk materiales deformation som følge af spænding er beskrevet med Youngs modul.